# 실용신안
실용신안은 특허보다 수준이 낮은 발명에 주는 지식 재산권이다.
이러한 유형의 권리는 많은 국가에서 사용할 수 있지만 특히 미국, 영국 또는 캐나다에서는 사용할 수 없다. 실용 신안은 특허와 유사하지만 일반적으로 취득 및 유지 비용이 더 저렴하고 기간이 더 짧고(일반적으로 6~15년) 승인 지연이 짧으며 특허 요건이 덜 엄격하다. 일부 국가에서는 특정 기술 분야의 발명 및 제품에만 사용할 수 있다. 실용신안은 2급 특허라고 할 수 있다.
국가가 실용신안(저작권, 상표 또는 특허와 달리)을 보호하도록 요구하는 국제 협약은 없으며 TRIPS 협정의 적용을 받지 않지만 산업 재산권 보호를 위한 파리 협약의 적용을 받는다. 실용신안은 내국민 대우 및 우선권과 같은 규칙을 준수해야 한다. 국제특허출원의 특허협력조약(PCT) 제도를 통해 실용신안(실용신안 제도가 있는 국가에서)도 가능하다.
실용신안의 종류코드는 각각 U, Y, Z로 시작하여 1차, 2차, 3차 공표 수준을 나타낸다.